# Gossypium californicum
Gossypium californicum là một loài thực vật có hoa trong họ Cẩm quỳ. Loài này được Mauer mô tả khoa học đầu tiên năm 1950.